# Rue de la Fontaine (Saint-Malo)
Pour les articles homonymes, voir Rue de la Fontaine.
 (décembre 2020).
Si vous disposez d'ouvrages ou d'articles de référence ou si vous connaissez des sites web de qualité traitant du thème abordé ici, merci de compléter l'article en donnant les références utiles à sa vérifiabilité et en les liant à la section « Notes et références ».
Le rue de la Fontaine est une voie de la commune de Saint-Malo, Ille-et-Vilaine, en Bretagne, en France. A ne pas confondre avec d'autres rues malouines : la rue de la Fontaine-aux-Pèlerins et la rue de la Fontaine-de-Jouvence.

## Situation et accès
Dans la prolongation de la rue Jean-XXIII et de l'église Sainte-Croix d'un côté et de l'arsenal et du quai Solidor de l'autre, la rue de la Fontaine est l'une des rues du quartier de Solidor en Saint-Servan, anciennement ville de Saint-Servan-sur-Mer de 1790 à 1967, avant sa fusion avec sa voisine Saint-Malo. 
Elle reçoit une seule rue, la rue Duport-Dutertre, anciennement rue Verte et sans doute ancienne portion de voie romaine.
Ancien parc de l'ïle Scellée rendu public par la ville de Saint-Servan-sur-Mer après sa remise aux Domaines en 1927, le parc municipal des Corbières a son entrée rue de la Fontaine, côté pair.

## Origine du nom
Le nom de la rue fait référence à la fontaine évoquée dans la Cosmographie de André Thevet, attestée en 1652 sous le nom de "fontaine du bourg" lors de doléances autour de porcs s'y ébrouant, puis au début du XVIIIe siècle lors d'autres doléances au sujet de pollution par le linge et la lessive. Le fait que cette fontaine et la présence de Charlemagne sur le lieu soient évoquées dans le Roman d'Aiquin reste discutable.

## Historique
Le nom de la voie est donné le 15 juillet 1820. 
La rue est classée le 25 février 1972.

## Bâtiments remarquables et lieux de mémoire
- L’église Sainte-Croix.
- N° 5 : Jeanne Jugan s'établit dans cette ancienne auberge en octobre 1841 et, avec Virginie Trédaniel et Françoise Aubert, y dispose douze paillasses sur le sol en terre battue pour soulager les mendiants. Aujourd'hui, le Repaire du Corsaire.
- N°10 : EHPAD des Corbières.
- N° 15 : datée de 1684.
- N° 23 : datée de 1710.
- A l'été 1944, un bombardement détruit la Maison Saint-Mathurin, une maison côté pair datant du XVIIe siècle et appartenant alors à Anne Miniac (1895-1975). Rasée, il ne demeure aujourd'hui de cette maison que le puits sur le petit parking en contrebas de l'église Sainte-Croix.
- Anciennement, existait une chapelle Saint-Mathurin
- Jadis, la portion de la rue de la Fontaine située entre la rue Duport-Dutertre en aval et la place Mgr-Juhel en amont ceinturait le cimetière de Sainte-Croix, faisant face à l'entrée de l'église paroissiale.  Cet ancien cimetière, aujourd'hui occupé par des constructions, était bordé également par la place Mgr-Juhel, la rue de l'Etoupe et la rue Duport-Dutertre.
- En 1939, le peintre et cartoonist britannique Harry Arthur Riley (1895-1966), du Royal Institute of Painters in Watercolour, exécute une aquarelle de la rue de la Fontaine, figurant notamment la Maison Saint-Mathurin.
- La course à pied « Les 10 km de Saint-Servan », aujourd'hui « Servan Ten », passe rue de la Fontaine.